# Fennec d'or
 (janvier 2018).
Le Fennec d'or est une récompense attribuée aux meilleurs acteurs et réalisateurs algériens de l'année.
La première édition a eu lieu en 2004,, présidée par le cinéaste Amar Laskri.
Le premier réalisateur récompensé a été Djamel Fezzaz.

## Palmarès

### Fennec d'Or
- 2004
  - Prix meilleur réalisateur Djamel Fezzaz[3]
  - Nominations pour le prix du meilleur rôle masculin : Hakim Dekkar, Mohamed El Djaimi et Hassan Benzerari
  - Prix meilleur rôle masculin Hakim Dekkar et Hassan Benzerari
  - Nominations pour le prix du meilleur rôle féminin : Farida Saboundji, Fatima Helilou et Rym Takoucht
  - Prix meilleur rôle féminin Farida Saboundji
  - Nominations pour le prix meilleur scénario : Fatima Ouzan, Merzak Bagtache et Salim Aissa
  - Prix meilleur scénario Fatima Ouzan
  - Nominations pour le prix meilleur décor : Mustapha Hassani, Baya, Djamal Fezzaz et Djamel Ben Sebaâ
  - Prix du meilleur décor Djamel Ben Sebaâ
  - Nominations pour le prix de la meilleure musique : Fadel Naily, Kouider Bouziane et Cherif Kortbi
  - Prix de la meilleure musique Fadel Naily
  - Nominations pour le prix meilleur son : Saïd Guenifi, Kais Ramoul, Kamel Meksser et Mohamed Ziouni
  - Prix meilleur son Saïd Guenifi
  - Nominations pour le prix meilleur montage : Soraya Ammour, Said Zouini et Mabrouk Khamiri
  - Prix meilleur montage Mabrouk Khamiri
  - Nominations pour le prix meilleure image : Youcef Bouakour, Abdelhamid Aktouf et Allal Yahiaoui
  - Prix meilleur image Abdelhamid Aktouf
- 2005
  - Prix meilleur réalisateur Djamel Fezzaz (à titre posthume)[4]
- 2006
  - Prix meilleur réalisateur Djaffar Gacem
  - Prix meilleur second rôle féminin Malika Belbey
- 2007
  - Prix meilleur réalisateur Dahmane Ouzid[5]
  - Prix meilleur réalisateur ; (à titre posthume) Mohamed Bouamari
  - Prix du jury Nazim Kaïdi
  - Prix du jury Mohamed Bouâmari ; (à titre posthume)
  - Prix meilleur montage Hachemi Meliani et Zoheir Loularbi
  - Prix meilleur rôle masculin Mustapha Laribi et Rachid Fares
  - Prix meilleur second rôle masculin Madani Naâmoun
  - Prix meilleur rôle féminin Fatima Helilou
  - Prix meilleur second rôle féminin Bouchra Okbi
  - Prix meilleur scénario Marzak Bagtache
  - Prix meilleur décor Abdelkader Boulghiti
  - Prix meilleure musique Fadel Noubli
  - Prix meilleur son Farid Kortbi et Mohamed Ziouani
  - Prix meilleur image Messaâd Ahmed et Bachir Sellami
  - Prix d'honneur Aymen Zeydane
- 2008
  - Prix meilleur réalisateur Djaffar Gacem[6]
  - Prix meilleur rôle masculin Lakhdar Boukhers
  - Prix meilleur second rôle masculin Hacene Boukersi
  - Prix meilleur rôle féminin Malika Belbey
  - Prix meilleur second rôle féminin Razika Ferhane
  - Prix meilleur scénario Karim Khedim
  - Prix meilleure musique Toufik Boumalah
  - Prix meilleur montage Cherif Baghoura
  - Prix meilleur décor Mohamed Botti
  - Prix meilleur image Ahmed Bessa et Jean Philippe Polo
  - Prix meilleur son Vincent Dufaille
  - Prix spécial du public pour la meilleure série Nass Mlah City
  - Prix de la fondation du Fennec d'or Ahmed Malek
  - Prix de la fondation du Fennec d'or Karim Zenasni ; (à titre posthume)
- 2009
  - Nominations pour le prix meilleur réalisateur : Ali Aissaoui, Firas Dihni et Mohamed Hazourli
  - Prix meilleur réalisateur Mohamed Hazourli[7]